# ジャメル・ジダン
ジャメル・ジダン（جمال زيدان、ラテン文字転記：Djamel Zidane、1955年4月28日 - ）は、アルジェリア出身の元同国代表サッカー選手。元フランス代表のジネディーヌ・ジダンの叔父である。

## 経歴
1980年代のアルジェリアを代表するサッカー選手。1982年6月16日のスペインW杯1次リーグ初戦において当時のヨーロッパチャンピオンの西ドイツを2-1で下す大番狂わせを演じ、旋風を巻き起こした時の選手の一人である。メキシコW杯1次リーグ北アイルランド戦で得点を上げた。

## 代表歴
- アルジェリア代表 15試合出場4得点
  - FIFAワールドカップ出場（1982,1986）

## 所属クラブ
- 1967-1972  USMアルジェ
- 1976-1977  ASコルベイユ=エソンヌ
- 1977-1978  KFCエクロー
- 1978-1980  スポルティング・ロケレン
- 1980-1984  KVコルトレイク
- 1984-1987  KRCヘンク